# 沙耶武里省
沙耶武里省是老挝西北部的一个省，東界湄公河，西鄰泰國。首府沙耶武里。下分10縣。老挝与泰国边界大部分以湄公河为届，沙耶武里省是老挝唯一一个全境在湄公河西岸的省份。

## 行政区划
- 沙耶武里县（ເມືອງໄຊຍະບູລີ）
- 科县（ເມືອງຄອບ）
- 洪萨县（孟洪沙县，ເມືອງຫົງສາ）
- 迎县（孟恩县，ເມືອງເງິນ）
- 相洪县（香昏县，班香昏 ເມືອງຊຽງຮ່ອນ）
- 芒平县（ເມືອງພຽງ）
- 巴莱县（ເມືອງປາກລາຍ）
- 根陶县（孟根陶县，肯淘 ເມືອງແກ່ນທ້າວ）
- 博登县（孟博登县，博腾 ເມືອງບໍ່ແຕນ）
- 东米塞县（ເມືອງທົ່ງມີໄຊ）
- 孟塔县（ເມືອງໄຊສະຖານ）

## 歷史
原為暹羅王國（泰國）所擁有，但在法國入侵印度支那半島後被泰国割讓予法國，并入法属印度支那。